# Verónica Villarroel
Pour les articles homonymes, voir Villarroel.
Villarroel  González est un nom espagnol. Le premier nom de famille, en général paternel, est Villarroel ; le second, en général maternel, souvent omis, est González.
Verónica Villarroel González est une soprano chilienne née le 2 octobre 1965 à Santiago. 

## Biographie
Verónica Villarroel naît le 2 octobre 1965 à Santiago du Chili. Fille de Gueraldo Villarroel et de Luisa González, elle a également une sœur cadette, Maria Isabel (Maribel) Villarroel-Contador, chanteuse de musique classique,.
Elle étudie, dans un premier temps à l'Instituto Anglo Chileno (maintenant appelé Colegio Anglo Maipu), puis la publicité à l'université avant de poursuivre une carrière dans la musique à Santiago, puis à New York.  La chanteuse est l'apprentie de Renata Scotto, diva d'opéra, dans le cadre du programme Jeunes artistes de la Juilliard School.   

## Représentations et distinctions
En 2001, elle incarne Madame Butterfly de Puccini au Metropolitan Opera.  